# Diarthrodes feldmanni
Diarthrodes feldmanni is een eenoogkreeftjessoort uit de familie van de Dactylopusiidae. De wetenschappelijke naam van de soort is voor het eerst geldig gepubliceerd in 1953 door Bocquet.